# Pegaso (Pilz)
Pegaso domesticado por las musas Erato y Callíope (también conocidas como Caballos voladores en Grupo Pegaso) son un par de esculturas de bronce espejadas se encuentran en la ciudad de Filadelfia (Estados Unidos). Están ubicadas en el Memorial Hall, un Monumento Histórico Nacional y fueron diseñadas por Vincenz Pilz. Cada escultura representa a Pegaso acompañado de una musa de la mitología griega. Erató, que representa la poesía amorosa y lleva una lira, está a la izquierda de la escultura y Calíope, que representa la poesía épica y lleva un pergamino, está a la derecha.
Pilz diseñó las esculturas Pegaso para la Ópera Estatal de Viena en 1863. Sin embargo, el gobierno austriaco ordenó que las esculturas fueran retiradas del sitio de la Ópera y fundidas después de que se considerara que tenían un tamaño desproporcionado para el edificio. En lugar de ser destruidas como se indica, las esculturas se las dio el empresario Robert H. Gratz al Parque Fairmount de Filadelfia. Las esculturas fueron deconstruidas en pedazos y enviadas a los Estados Unidos, donde fueron reensambladas e instaladas frente al Memorial Hall para la Exposición del Centenario en 1876.
En 2017, las esculturas se desmontaron nuevamente para su conservación después de que se descubriera una grieta en una de las patas de Pegasus durante una evaluación de 2013 realizada por la Oficina de Artes, Cultura y Economía Creativa de Filadelfia (OACCE). El trabajo de conservación y restauración fue realizado por Materials Conservation Co., y recibió un Gran Premio del Jurado 2018 de Preservation Alliance for Greater Philadelphia.